# 香川テレメッセージ
香川テレメッセージ（かがわテレメッセージ）は、かつて1980年代後半から1990年代にかけて香川県をサービスエリアとしてポケットベルなどの事業を行っていた企業。

## 概要
当時はテレメの通称で知られ、1990年代中盤の爆発的なポケベル人気の中でNTTドコモと並んで加入者を急増させたが、その後ポケベル人気の中核をなしていた高校生から20代前半の若者らが携帯電話やPHSに急速に移行したことから基地局などの通信設備が過剰となり、その減価償却などに苦しむこととなった。

## 沿革
- 代表取締役社長　大西　等
- 1988年
  - 1月14日 設立[1]
  - 6月2日 事業申請[1]
  - 7月25日 第一種電気通信事業許可、無線局予備免許[1]
  - 12月21日 開業[2][3]
- 2000年5月11日 解散を定時株主総会で決議[4]

## 通信端末
詳細はテレメッセージ内の通信端末を参照のこと。

## 宣伝活動など

### イメージキャラクター
- 佐藤藍子
- 高田純次